# Ростовское восстание 1071 года
Ростовское восстание 1071 года (Восстание в Ростовской земле) — восстание смердов в Ростовской земле во время неурожая, возглавляемое волхвами из Ярославля, которые убивали знатных женщин, якобы прятавших съестные припасы. Восстание было подавлено Яном Вышатичем, воеводой князя Святослава Ярославича, в районе Белоозера.

## Источник

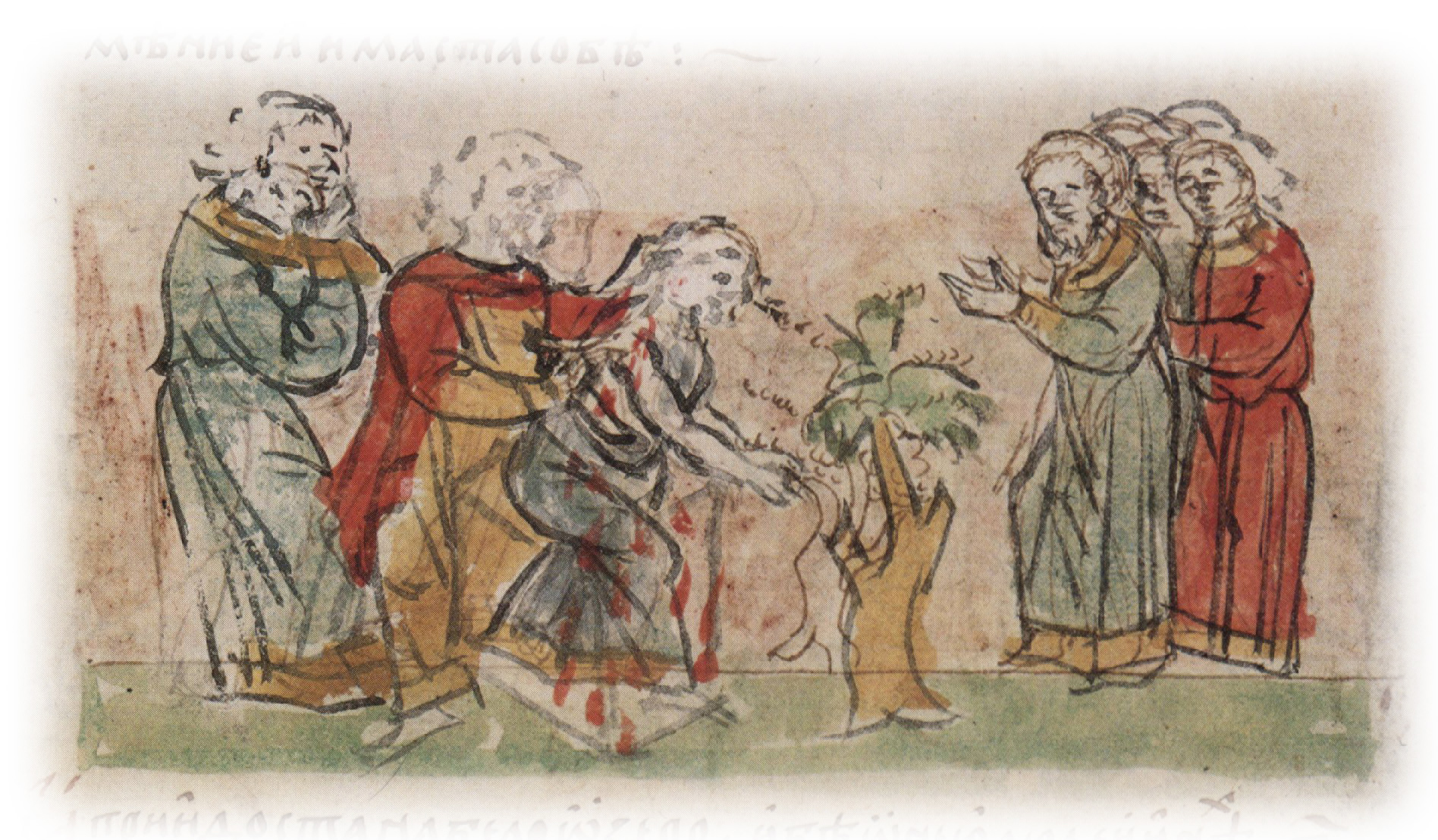
Расправа волхвов-ярославцев с женщинами, «прятавшими» съестные припасы. Миниатюра из Радзивиловской летописи, XV век

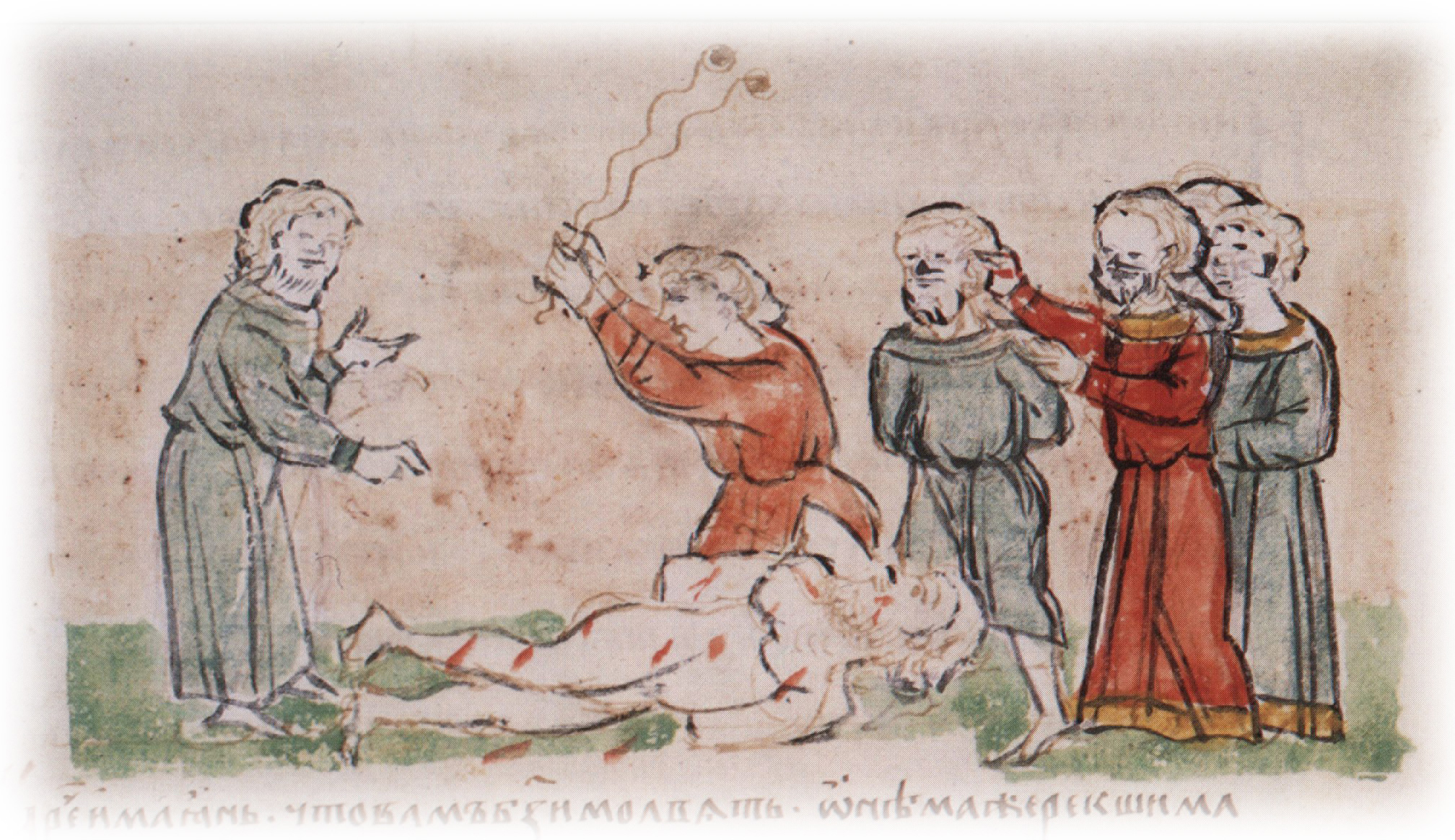
Наказание волхвов по приказу Яна Вышатича. Миниатюра из Радзивиловской летописи, XV век

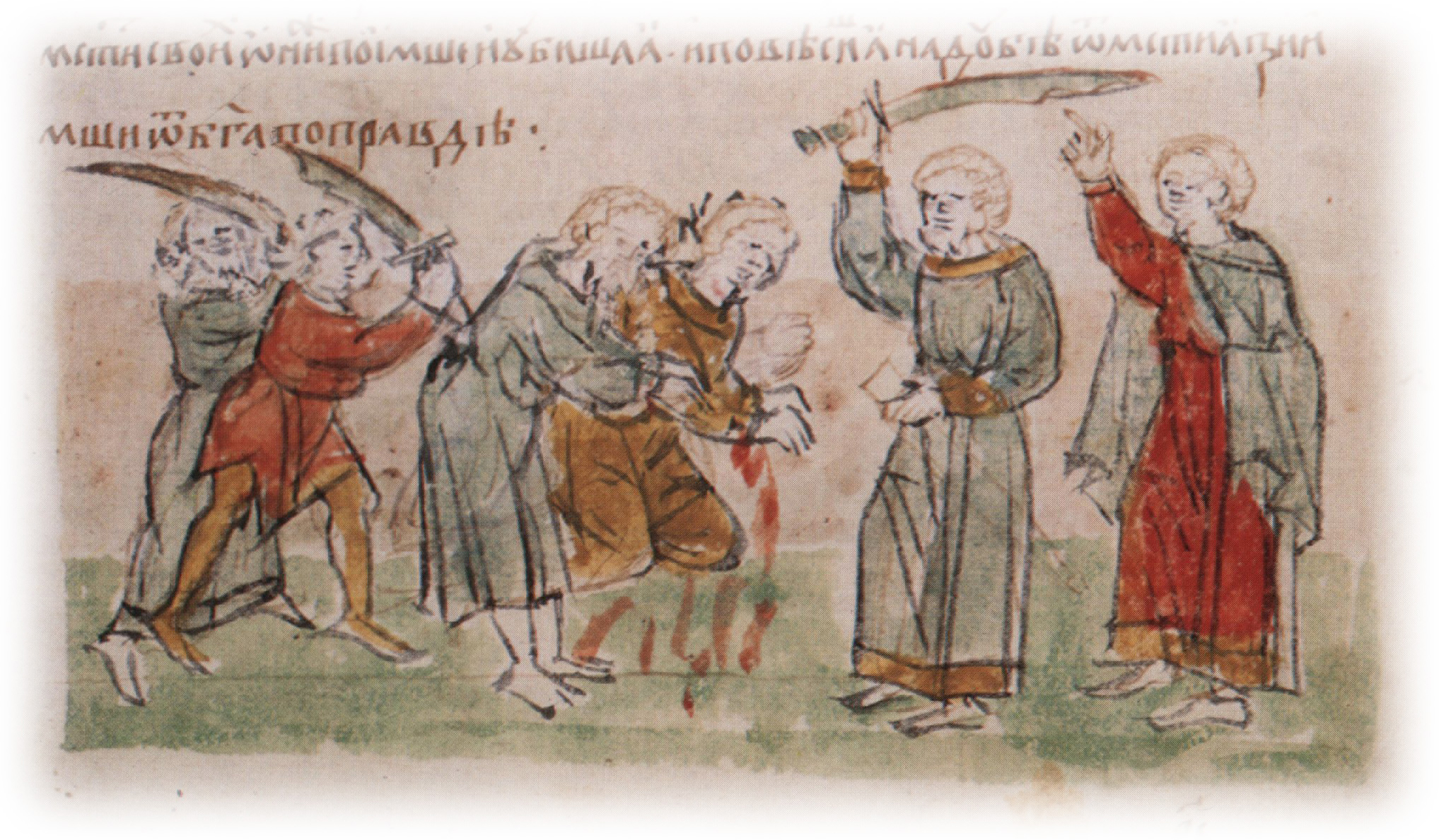
Расправа населения с волхвами по приказанию Яна Вышатича. Миниатюра из Радзивиловской летописи, XV век

Источниками сведений о событиях 1071 года являются древнерусские летописи, в частности, «Повесть временных лет» в Ипатьевском и Лаврентьевском изводах. Летописная статья о восстании 1071 года в Белоозере написана по рассказам самого Яна Вышатича, очевидца событий.
Описанные события, по мнению академика Б. А. Рыбакова, могли происходить не в 1071 году, а ранее, в 1060-е годы.

## Восстание
Согласно «Повести временных лет» в 1071 году произошли неурожай и голод. Во время неурожая явились два волхва из Ярославля, говоря, «Вѣ свѣмы, кто обилье держить». Они отправились по Волге и Шексне и в каждом погосте называли «лучьшия жены» (знатных женщин), говоря, что они прячут жито, мёд, рыбу или меха. Волхвы магическим способом доставали из тел этих женщин «любо жито, любо рыбы, или вѣверицю». Расправляясь с «лучшими женами», волхвы забирали их имущество себе. С тремястами людьми они пришли на Белоозеро. В это же время в Белоозере Ян Вышатич собирал дань для князя Святослава Ярославича. Ян выяснил, что волхвы являются смердами его и его князя, послал к тем людям, которые сопровождали волхвов и потребовал выдать ему волхвов, на что получил отказ. Тогда Ян пошёл к ним сам с вооружёнными отроками. Ян пошёл на них с топориком, отроки — со своим оружием. Смерды убили священника Яна, потеряли несколько человек и отступили в лес. Ян со своими людьми вернулся в город и сказал белозерцам, что будет стоять у них весь год, пока они не схватите этих волхвов. Белозерцы захватили их и привели к Яну.
Во время допроса волхвы рассказали Яну о творении человека из ветоши, которой Бог утирался в бане. Человек был сотворён дьяволом, а Бог вложил в него душу, поэтому после смерти тело человека идёт в землю, а душа уходит на небо. Ян спросил, какому богу поклоняются волхвы, те ответили — антихристу, что сидит в бездне. В ответ Ян говорит: «То кий есть Богъ, сѣдя вь безднѣ? То есть бѣсъ, а Богь есть сѣдя на небесѣхъ и на престолѣ», антихрист же, это падший ангел. Ян пригрозил волхвам муками на этом свете и на том, те отвечали, что им поведали боги, будто воевода не может ничего им сделать. Также они говорили, что им суждено предстать перед Святославом. Ян обличил лживость их богов, велев пытать волхвов — бить и повыдёргивать бороды. Затем Ян повелел вложить им в уста кляп, привязать их к мачте и пустил их перед собою в ладье, а сам пошёл следом. На устье Шексны по его повелению те гребцы, родственниц которых убили волхвы, отмстили волхвам, убив их, а затем уже мёртвых повесили на дубе. На следующую ночь тела волхвов были растерзаны медведем.

## Причины
События 1071 года спровоцировал неурожай, который повлёк за собой голод. Это привело к волнениям смердов против местной знати. Смердов возглавили волхвы. Советские ученые интерпретируют восстание как борьбу смердов против эксплуататоров — «старой, старшей чади».
Историк Владимир Мавродин напоминает похожий обряд, но без убийства, у финно-угорского народа эрзя (мордвы):

У мордвы бытовал обряд, напоминающий летописный рассказ о странных действиях волхвов в Ростово-Суздальской земле. Особые сборщики ходили по дворам. Они собирали припасы для общественных жертвоприношений — и собирали их именно с женщин. А те держали эти припасы в специальных мешках, надетых через плечо. Помолившись, сборщик срезал мешок и несколько раз слегка колол женщину в спину особым священным ножом. Эта этнографическая параллель позволяет разглядеть в волхвах и их сообщниках представителей восточнофинской „чуди“ (скорее всего мерянских племен, к тому времени почти ассимилированных славянами), тем более, что именно финские поверья объясняют неурожаи женским чародейством».

## Религиозный спор
Летопись приводит диалог между Яном Вышатичем и волхвами, в котором волхвы излагают свои религиозные воззрения:
Бог мылся в бане и вспотел, отёрся ветошкой и бросил её с небес на землю. И заспорил сатана с Богом, кому из неё сотворить человека. И сотворил дьявол человека, а Бог душу в него вложил. Вот почему, если умрёт человек, — в землю идёт тело, а душа к Богу.
В этом рассказе исследователи видят влияние богомилов, болгарской дуалистической ереси, согласно которой материальный мир сотворён не Богом, а сатаной. Такие сюжеты развивались под влиянием апокрифической (предположительно, богомильской) книжности, прежде всего — «Сказания о Тивериадском море». В этом произведении Тивериадское озеро представлено в качестве первичного океана. Бог опускается на море и видит Сатанаила, который плавает по воде в облике гоголя. Последний называет себя богом, но истинного Бога признаёт «богом над богами». Бог велит ему нырнуть на дно, достать песку и кремень. Песок Бог рассыпает по морю, создавая землю, кремень разламливает, правую часть оставляет у себя, левую отдаёт Сатанаилу. Ударами посоха о кремень Бог творит ангелов и архангелов, а Сатанаил создаёт бесовское воинство.
Дуалистические версии сотворения мира и человека, известные у восточных и южных славян, восходят к архаическим космогоническим мифам о двух творцах — добром и злом, которые плавают в виде двух птиц (гоголей — черного и белого, уток и др.) в волнах первозданного океана.
Академик Димитр Ангелов писал, что летописное известие свидетельствует о господствовавшем в данной среде дуалистическом мировоззрении.
По мнению филолога И. А. Бессонова, легенда о дуалистическом творении человека имеет близкие параллели в павликианском мифе о сотворении человека, а рассказ о мытье Бога в бане и чудесной Божьей ветошке происходит из фольклоризованныx представлений о Спасе Нерукотворном.